# Thomas Francis Marshall
Thomas Francis Marshall (Frankfort, 7 giugno 1801 – 22 settembre 1864) è stato un politico e avvocato statunitense.

## Biografia
Nipote di John Marshall, venne educato nello Stato della Virginia, dove seguì studi classici. Fu membro della casa dei rappresentanti del Kentucky dal 1832 al 1836, nel 1838 e 1839. Durante la guerra messico-statunitense fu capitano. Alla sua morte il corpo venne seppellito al Frankfort Cemetery a Frankfort, Kentucky.